# Alexander W. Randall

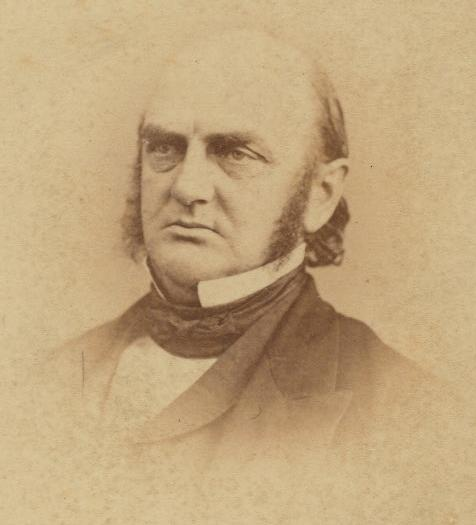
Alexander W. Randall

Alexander Williams Randall (* 31. Oktober 1819 in Ames, Montgomery County, New York; † 26. Juli 1872 in Elmira, New York) war ein US-amerikanischer Politiker. Er war von 1858 bis 1862 der 6. Gouverneur von Wisconsin und gehörte dem Kabinett von Präsident Andrew Johnson als Postminister an.

## Frühe Jahre
Randall studierte bei seinem Vater Jura und wurde im Jahr 1838 als Rechtsanwalt zugelassen. Im Jahr 1840 zog er in das heutige Waukesha im Wisconsin-Territorium. Dort praktizierte er als Rechtsanwalt.

## Beginn der politischen Laufbahn
Ursprünglich war Randall ein Anhänger der Whig Party. Er trat aber schon früh zur Demokratischen Partei über, was ihm die Ernennung zum Leiter der Poststelle in seinem Gebiet durch Präsident James K. Polk eintrug. 1846 unterstützte er die Gründung des Waukesha County, das aus dem Milwaukee County herausgetrennt wurde. Dann wurde er der erste Bezirksstaatsanwalt des neuen Kreises. Ebenfalls im Jahr 1846 war er Delegierter auf der ersten verfassungsgebenden Versammlung des zukünftigen Bundesstaats Wisconsin. Dort setzte er sich für das Wahlrecht für Afroamerikaner ein, ein für die damalige Zeit äußerst ungewöhnlicher Vorschlag.
1848 wechselte Randall zum dritten, aber nicht zum letzten Mal seine Parteizugehörigkeit. Er wurde Mitglied der kurzlebigen Free Soil Party und war Delegierter auf deren Bundesparteitag, auf dem Ex-Präsident Martin Van Buren zu deren erfolglosem Präsidentschaftskandidaten ernannt wurde. Schon 1849 kehrte Randall zu den Demokraten zurück. Nach der Gründung der Republikaner trat er schließlich im Jahr 1855 dieser Partei bei.
Im Jahr 1854 war Randall Mitglied der Wisconsin State Assembly. Dann bemühte er sich erfolglos um das Amt des Attorney General von Wisconsin. Während des politisch turbulenten Streits um den Ausgang der Gouverneurswahlen des Jahres 1856 zwischen William A. Barstow und Coles Bashford war er einer der Anwälte von Bashford. Nach dessen Sieg ernannte er Randall zum Richter im zweiten Gerichtsbezirk des Landes. Nachdem auch Gouverneur Bashford, wie sein Vorgänger Barstow, in Bestechungsaffären verstrickt war, war er im Jahr 1858 für seine Republikanische Partei als Spitzenkandidat für die Gouverneurswahl nicht mehr tragbar. Die Partei entschied sich für Randall, der dann auch die eigentliche Wahl gewann.

## Gouverneur, Botschafter und Minister
Randall trat sein neues Amt am 4. Januar 1858 an. Nach einer Wiederwahl konnte er bis zum 6. Januar 1862 im Amt bleiben. Er war ein entschiedener Gegner der Sklaverei und nahm einen entsprechenden Standpunkt bei Ausbruch des Amerikanischen Bürgerkriegs ein. Bei Ausbruch dieses Krieges schaffte er es, das von der Bundesregierung vorgegebene Kontingent an Soldaten für die Armee der Nordstaaten um über 3200 Mann zu überbieten.
Nach dem Ende seiner Amtszeit wurde Alexander Randall von Präsident Abraham Lincoln zum amerikanischen Botschafter im Kirchenstaat nominiert, wo er auf John P. Stockton folgte. Im Jahr 1866 berief ihn der neue Präsident Andrew Johnson als Postmaster General in sein Kabinett. Dieses Amt behielt er bis zum Ende von Johnsons Amtszeit am 3. März 1869. Da in jenen Tagen in Wisconsin eine negative Stimmung gegen Präsident Johnson und dessen Regierung vorherrschte, kehrte Randall als Minister unter Johnson nicht nach Hause zurück, sondern praktizierte in Elmira in New York als Rechtsanwalt, wo er 1872 auch verstarb. Er war zweimal verheiratet und hatte ein Kind.